# Kung Fu Chefs
Kung Fu Chefs (功夫廚神, Gong fu chu shen) est un film hongkongais réalisé par Yip Wing-kin sorti en 2009.
C'est une comédie se déroulant dans les cuisines d'un restaurant, avec quelques scènes de kung fu. Dans les rôles principaux on trouve : Sammo Hung, Vanness Wu, Cherrie Ying, et l'idole japonaise Ai Kago.

## Fiche technique
- Réalisateur : Wing-Kin Yip (Ken Yip, au générique)
- Scénario : Cyrus Cheng, Eddie Chu, Simon Liu, Po Wang et Joey Yuen
- Musique : Terry Tye Lee
- Montage : Man-To Tang
- Direction de la photographie : Chi-Kan Kwan
- Direction artistique : Ngai-Lung Sin
- Producteur : Kai-Ping Cheung
- Format : Couleurs - 1,85:1 - son Dolby Digital - 35 mm - procédé cinéma : sphérique
- Genre : Comédie d'action
- Durée : 92 minutes
- Dates de sortie : 
  - Chine : 19 février 2009
  - Singapour : 26 février 2009
  - Hong Kong : 23 juillet 2009
  - États-Unis : 12 octobre 2010 (Mill Valley Film Festival)

## Distribution
- Sammo Kam-Bo Hung (Sammo Hung, au générique) : Bing Yi Wong
- Vanness Wu : Kan Yat Lung
- Cherrie Ying : Ching Sam
- Ai Kago : Ying Sam
- Timmy Hung (Tin Ming Hung) : Ah Leung
- Tze-Chung Lam : Chou Dou Tiin
- Louis Fan : Kwai Joe Wong
- Siu-Lung Leung ( Bruce Leung) : Bing Kei Wong
- Xing Yu : Ah Choi
- Jarvis Wu (Jianfei Wu) : Kam Lui Cheung
- Cherry Cao : Kwai Fong Lan
- Ku Feng (Fung Guk) : second grand-oncle
- Hoi-Sang Lee : arrière grand-père
- Chi Man Law : Fatty
- Wong Chun : Pun Cheong Yu